# Richard Dacoury
Richard Dacoury (* 6. Juli 1959 in Abidjan) ist ein ehemaliger französischer Basketballspieler.

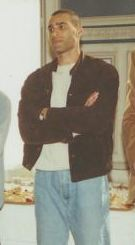
Richard Dacoury (1995)

## Leben
Dacoury stammt von einem ivorischen Vater und einer französischen Mutter ab. Er wuchs bis zum sechsten Lebensjahr in der Elfenbeinküste auf. Als Jugendlicher betrieb er Handball, Volleyball und Schwimmen, ehe er im Alter von 13 Jahren mit dem Basketball begann. Sein erster Basketballverein war Reims Champagne Basket, als Jugendlicher wechselte er zu CRO Lyon.

Der 1,95 Meter große Dacoury spielte ab 1978 18 Jahre für CSP Limoges, wurde neunmal französischer Meister (1983, 1984, 1985, 1988, 1989, 1990, 1993, 1994 mit Limoges, 1997 mit Paris) und siebenmal Pokalsieger (1982, 1983, 1985, 1988, 1990, 1994, 1995 mit Limoges). 1982 und 1983 gewann er mit Limoges den Korać-Cup, 1988 den Europapokalsieger der Pokalsieger und 1993 als Mannschaftskapitän den Europapokal der Landesmeister. 1990 wurde er mit Limoges Dritter des Europapokals der Landesmeister. Er erhielt in Limoges den Spitznamen „Roi Richard“ (deutsch: König Richard). Sein Abschied aus Limoges im Jahr 1996 war nicht freiwillig, der Verein gab ihm keinen neuen Vertrag. Anschließend spielte er noch zwei Jahre bei Paris Racing. 1999 wurde er in Limoges mit einem Abschiedsspiel geehrt. Die Rückennummer 7, die Dacoury bei Limoges trug, wird von der Mannschaft ehrenhalber nicht mehr vergeben.

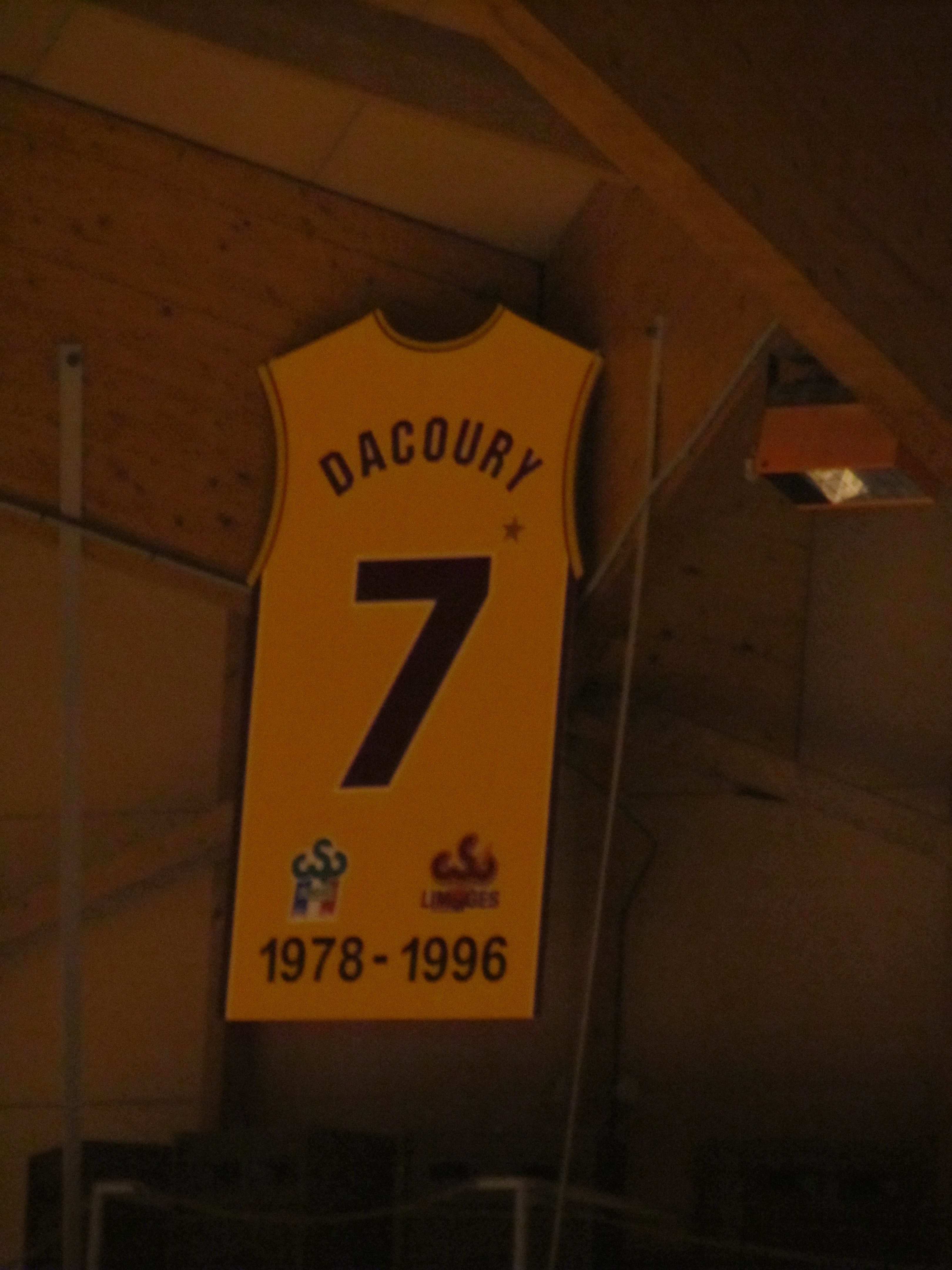
Trikot von Richard Dacoury bei Limoges CSP

Dacoury, der für seine starke Verteidigungsarbeit und seine athletische Spielweise bekannt war, war bei seinem Karriereende (das 1998 durch einen Riss der Achillessehne herbeigeführt wurde) der französische Basketballspieler, der die meisten Titel gewonnen hatte. Neben seinen Stärken in der Verteidigung war Dacoury insbesondere Ende der 1980er und Anfang der 1990er Jahre auch im Angriff einer der stärksten Spieler Limoges’: In der Saison 1989/90 erzielte er in der französischen Liga im Schnitt 16,8 Punkte je Begegnung und war damit drittbester Korbschütze von CSP Limoges. 1990/91 erzielte er mit 16,9 Punkten pro Spiel den viertbesten Wert der CSP-Mannschaft. Boris Diaw bezeichnete Dacoury aufgrund dessen insbesondere in den 1980er Jahren spektakulärer, an die NBA angelehnter Spielweise als einen Pionier des französischen Basketballsports.
Er bestritt zwischen 1981 und 1992 160 Länderspiele für Frankreich. Dacoury nahm 1984 an den Olympischen Sommerspielen, 1986 an der Weltmeisterschaft sowie an den Europameisterschaftsendrunden 1981, 1983, 1987, 1989 und 1991 teil. Während des olympischen Turniers 1984 kam er auf einen Punkteschnitt von 7,6 je Begegnung. Bei der WM 1986 war Dacoury drittbester Korbschütze der Franzosen (12,4 Punkte/Spiel). 1991 verbuchte er während der EM 15,8 Punkte je Einsatz, das war der zweitbeste Wert innerhalb der französischen Mannschaft hinter Stéphane Ostrowski.
Nach seiner Spielerzeit wurde Dacoury unter anderem im Fernsehen als Kommentator von Basketballspielen sowie beim Unternehmen Coca-Cola als Berater tätig. 2011 wurde ihm die Auszeichnung Gloire du sport zuteil. Im Mai 2019 übernahm er bei Limoges CSP das Amt des Vizepräsidenten für Entwicklungsfragen und Öffentlichkeitsarbeit. Nach Dacoury ist eine Sporthalle in Orgères benannt. Im April 2023 erschien das Buch Dacoury, in dem er gemeinsam mit dem Journalisten Jacques Deglane seine Lebensgeschichte erzählt.